# Ferocactus chrysacanthus
Ferocactus chrysacanthus är en kaktusväxtart som först beskrevs av Charles Russell Orcutt, och fick sitt nu gällande namn av Nathaniel Lord Britton och Joseph Nelson Rose. Ferocactus chrysacanthus ingår i släktet Ferocactus och familjen kaktusväxter.

## Underarter
Arten delas in i följande underarter:
- F. c. chrysacanthus
- F. c. grandiflorus

## Bildgalleri

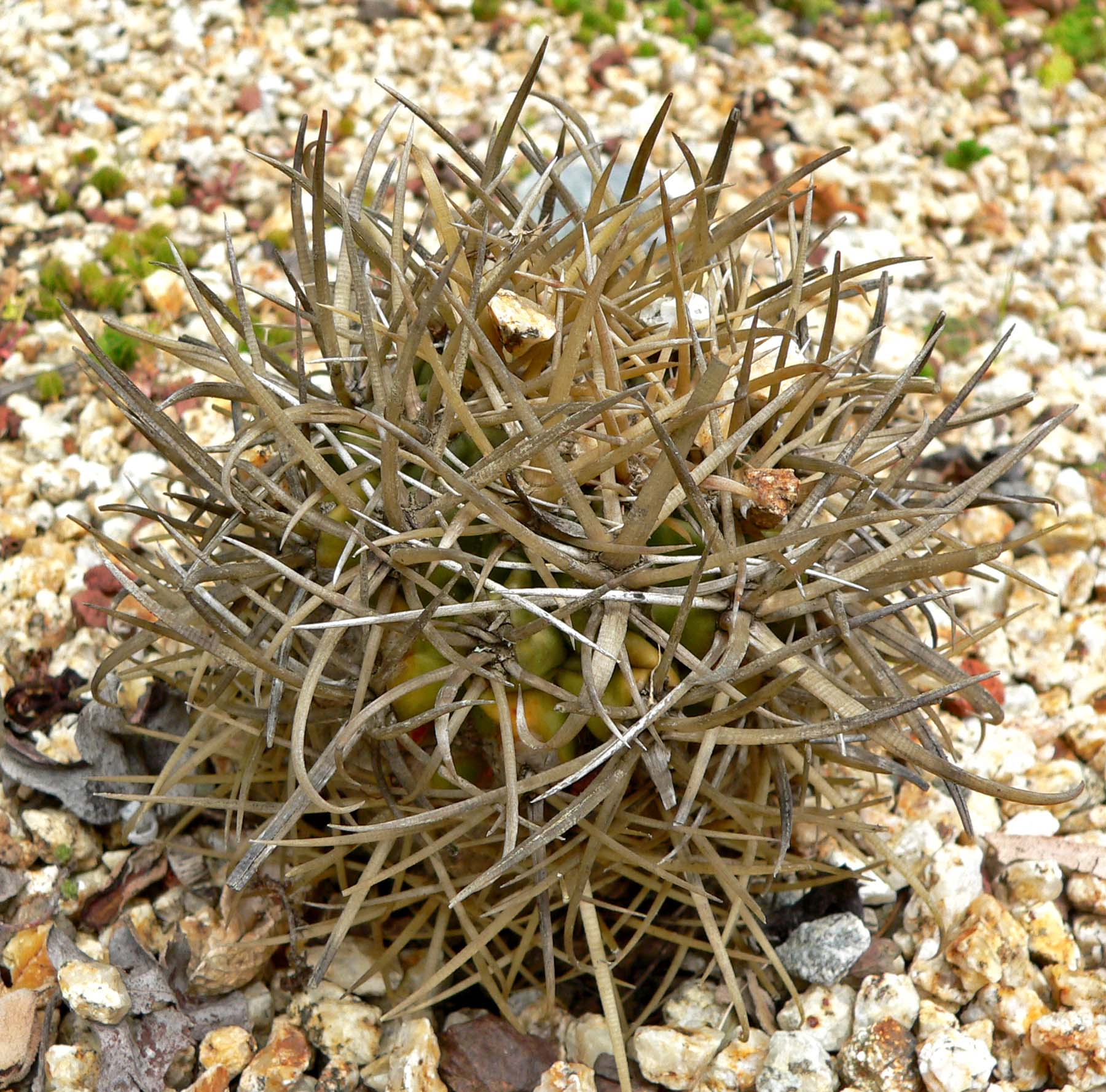
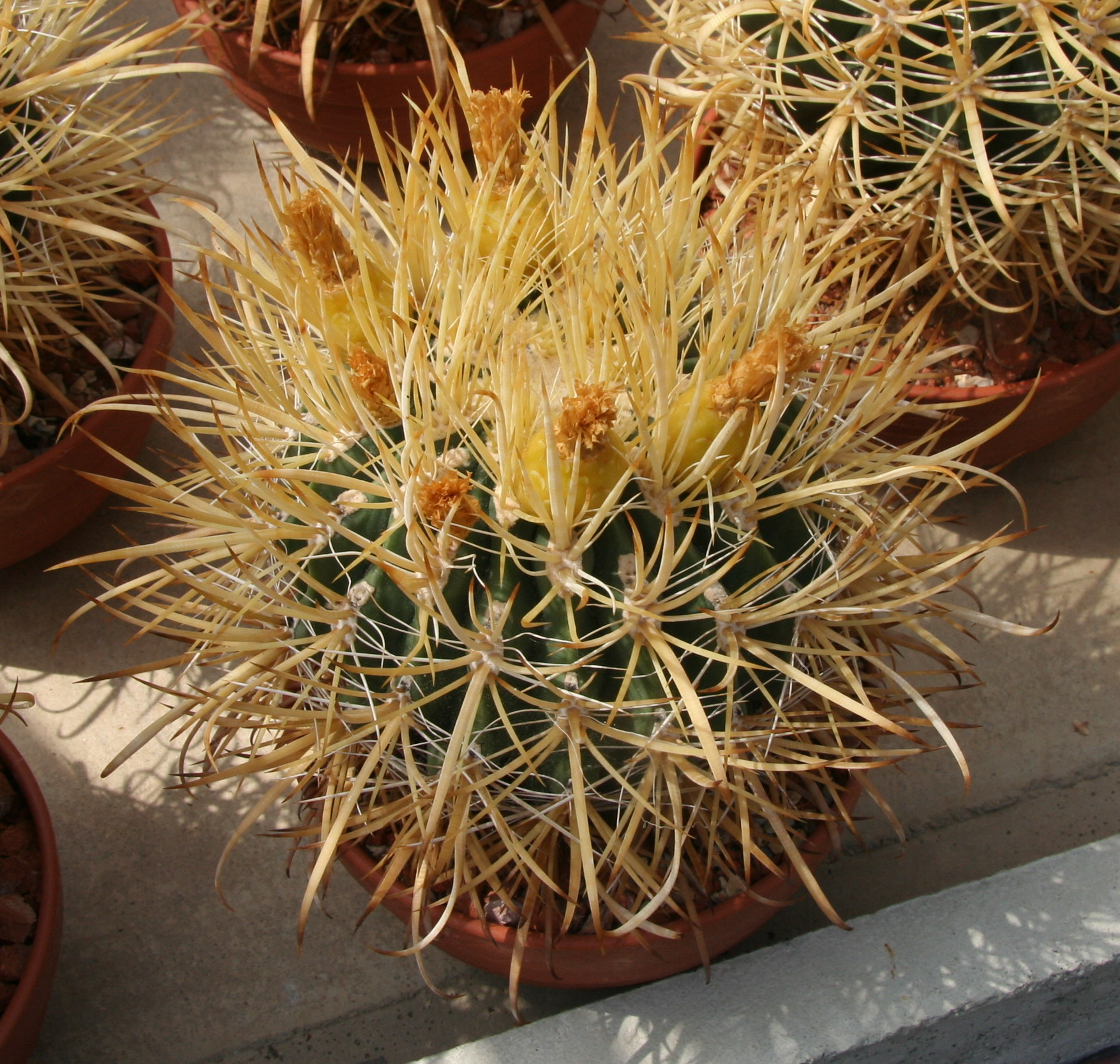